# فيصل محمد الشوشان
فيصل محمد الشوشان ، إعلامي وكاتب سعودي، مواليد 1987 بمدينة الخبر (شرق السعودية) يعمل في الصحافة السعودية منذ عام 2004، واحترفها في 2012، وغادر المشهد الوظيفي الإعلامي في 2014، بعد أن خاض 10 سنوات متواصلة من الركض الوظيفي في بلاط صاحبة الجلالة.

## مقالاته
كتب فيصل الشوشان مئات المقالات، وكان معظمها موجه للصالح الرياضي العام، معتمداً على الشمولية في الطرح، ومستلهماً الكثير من التجارب السابقة، ومتلمساً احتياجات الرياضة الأساسية بعيداً عن صراعات الأندية وجماهيرها، مما جعله صحفياً غامض الميول.

## الأسرة  والتعليم
ولد فيصل الشوشان في مدينة الخبر، وترعرع وعاش طفولته في مدينة الدمام، وينتمي إلى أسرة مكونة من 6 أشقاء، ترتيبه بينهم الثاني، وحصل الشوشان على شهادة الدبلوم في التقنية الإدارية (تخصص محاسبة).

## الحياة العملية
بدأ فيصل الشوشان مشواره الإعلامي في صيف 2014 كمحرر متعاون بنظام التعاون الصيفي في القسم الرياضي في صحيفة اليوم الصادرة من مدينة الدمام، مستغلاً إجازته الصيفية المدرسية إذ كان يدرس حينها في المرحلة الثانوية، ومنها انطلق ميدانياً حتى صنف في عام 2005 كأصغر إعلامي سعودي ممارس للمهنة.
تدرج فيصل الشوشان في المواقع الصحفية في صحيفة اليوم إذ عمل محرراً متعاوناً، ثم محرراً رئيسياً للصياغة بنظام التفرغ الوظيفي، قبل أن يصدر قرار رئيس تحرير الصحيفة آنذاك محمد الوعيل بتعيينه نائباً لمدير التحرير للشؤون الرياضية، بالإضافة إلى كتابته للمقال الأسبوعي في الصحيفة.
وغادر فيصل الشوشان صحيفة اليوم في عام 2014 بعد أن تقدم باستقالته من الصحيفة احتجاجاً على قرار إيقافه عن الكتابة من قبل رئيس التحرير آنذاك عبد الوهاب الفايز بسبب مقال (وين فلوس الرياضية؟) والذي وجه من خلاله نقداً لاذعاً لقنوات التلفزيون السعودي ولرئيس هيئة الإذاعة والتلفزيون أنداك عبد الرحمن الهزاع، إذ جرت اتصالات بين مسؤولين في التلفزيون والصحيفة أدت إلى إيقافه عن الكتابة، وهو ما أعتبره الشوشان تجاوزاً على مهنيته وأخلاقياته فبادر فوراً بتقديم استقالته مضحياً بوظيفته.
بعد تجربة «اليوم» التحق الشوشان بصحيفة الشرق الصادرة من مدينة الدمام، وظل يكتب مقالاً اسبوعياً في قسمها الرياضي حتى التحق ببنك الطعام السعودي (إطعام) للعمل رئيساً لقسم الإعلام ورئيساً لتحرير مجلة (إطعام)  الصادرة عن البنك، وتدرج وظيفياً في المؤسسة حتى عين في صيف 2016 مديراً تنفيذياً بالمنطقة الشرقية، ومن ثم في يناير 2017 عين أميناً عاماً ومديراً تنفيذياً لها.
وخلال مشوار الشوشان الإعلامي والإداري، والتحول الذي شهده مشواره المهني ما بين الصحافة والإدارة، والتنقل بين قطاع الإعلام والقطاع غير الربحي، شهد مشوار فيصل الشوشان العديد من المحطات المهمة إذ عمل رئيساً للعلاقات العامة والإعلام في شركة العثمان للإنتاج الزراعي (ندى)، وخاض تجربة العمل الإعلامي في قطاع الزراعة والتصنيع، كما خاض تجربة العمل الإذاعي والتلفزيوني من خلال تجربة برنامج أكشن يادوري مع أستاذه وليد الفراج على قناة أم بي سي أكشن والذي يمثل النقلة الأهم في مشوار الشوشان الإعلامي وقبلها تجربة برنامج كورة على قناة روتانا خليجية مع تركي عبد العزيز العجمة، بالإضافة إلى التجربة الاذاعية في القناة الرياضية السعودية، وإذاعة يو إف أم، وإذاعة ام بي سي اف ام، وإذاعة البحرين، وغيرها من التجارب الإعلامية المختلفة.

## المناصب
- نائب مدير التحرير للشؤون الرياضية بصحيفة اليوم
- رئيس تحرير مجلة إطعام الفصلية[3]
- رئيس قسم الإعلام في بنك الطعام السعودي (إطعام)
- مدير العلاقات العامة والإعلام في بنك الطعام السعودي (إطعام)
- المدير التنفيذي لبنك الطعام السعودي (إطعام)
- الأمين العام والمدير التنفيذي لبنك الطعام السعودي (إطعام)

## العضويات
- عضو الجمعية العمومية لهيئة الصحفيين السعوديين
- عضو الجمعية العمومية للاتحاد السعودي للإعلام الرياضي[4]
- رئيس وفد المملكة في أول بطولة خليجية للإعلام الرياضي – مملكة البحرين